# Marco Tulli
Marco Tulli (Roma, 20 novembre 1920 – Roma, 20 marzo 1982) è stato un attore italiano.

## Biografia
Alto, molto magro, viso espressivo, figura allampanata, voce gracchiante, Marco Tulli (in alcuni film accreditato come Primo Marco Tulli e a volte come Primo Marcotulli) mentre è studente universitario di Economia e Commercio si dedica al teatro e al cinema, diventando un caratterista molto presente in pellicole comico-brillanti dove occorra una tipicizzazione di individui curiosi, intriganti, impiccioni, descritti sempre con ironia.

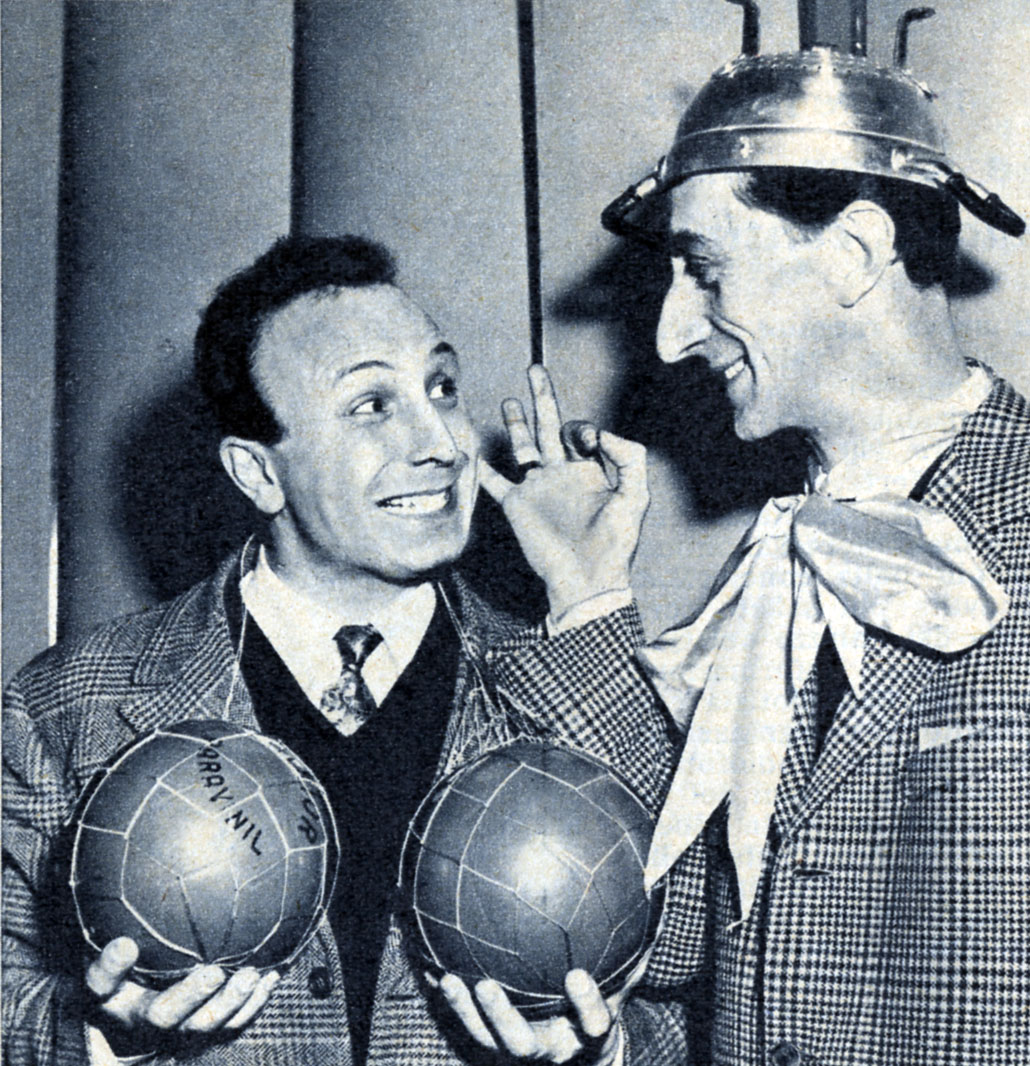
Marco Tulli (a destra) con Sergio Tedesco durante un programma di varietà di Radio Rai nel 1955

Il debutto nel cinema avviene alla fine della seconda guerra mondiale in ruoli secondari, alcuni dei quali significativi, in film di carattere commerciale e qualcuno talvolta di sapore più impegnato come quelli di Lattuada, Zampa, Bolognini, Salce e nei cinque dedicati alle baruffe fra don Camillo e Peppone, dove sostiene con grinta e perfetta aderenza anche fisica il ruolo dell'attivista comunista "Smilzo".
Ha tra l'altro interpretato il fotoromanzo Un destino in prestito (Sogno n. 17, marzo 1966).
Anche se talvolta il nome di Marco Tulli non appare nei titoli di testa dei film a cui partecipa, è impegnatissimo anche su altri fronti come il teatro, sia quello di rivista che di prosa. Prende parte a formazioni importanti accanto a Paola Barbara e Manlio Guardabassi nella stagione 1956-57, ed è con la Compagnia T. 58 in quella successiva. Qui con la regia di Luciano Lucignani prende parte a spettacoli di rivista e da camera che sotto il titolo Tutto il mondo ride rappresentano atti unici di Feydeau, D'Hervilliez, Čechov, Ionesco, Flaiano, Labiche. Poi fa parte nel 1962 del Piccolo Teatro di Milano, dove Strehler gli affida un ruolo di certo spessore in Ricordo di due lunedì di Arthur Miller.
È presente pure in televisione dove prende parte, sempre in ruoli marginali, a varie commedie e altre opere come Markheim di Brissoni (1963), gli sceneggiati Ragazza mia di Landi (1959), Le anime morte di Fenoglio (1963), Resurrezione di Enriquez (1965), Il Circolo Pickwick di Gregoretti (1968), Gli strumenti del potere, 1925-1926: la dittatura fascista di Marco Leto (1975). Seguono Quello della porta accanto di Stefano De Stefani (1975), Lo scandalo della Banca Romana di Luigi Perelli (1977), Madame Bovary di D'Anza e Disonora il padre di Bolchi, entrambi del 1978; infine La felicità di De Sisti (1981), quindi gli episodi A carte scoperte per Le avventure di Laura Storm (1965) e Terrore al castello per Stasera Fernandel (1968) diretti da Camillo Mastrocinque, La chiusa diretto da Landi per Le inchieste del commissario Maigret (1968), La fine dei Green di Marco Leto per Philo Vance (1974) e a numerosi episodi della rubrica pubblicitaria televisiva Carosello.

## Il varietà teatrale
- Qualcuno ha sognato, regia di Elio Docimo (1946).

## Filmografia

Marco Tulli nel ruolo dello "Smilzo" al fianco di Gino Cervi in quello di Peppone ne Il compagno don Camillo.

Marco Tulli nel ruolo dello "Smilzo" al fianco di Fernandel in quello di don Camillo ne Il compagno don Camillo

Marco Tulli nel ruolo dello "Smilzo" al fianco di Gino Cervi in quello di Peppone ne Il compagno don Camillo.

- Il delitto di Giovanni Episcopo, regia di Alberto Lattuada (1947)
- L'onorevole Angelina, regia di Luigi Zampa (1947)
- Lo sciopero dei milioni, regia di Raffaello Matarazzo (1947)
- Come persi la guerra, regia di Carlo Borghesio (1947)
- Daniele Cortis, regia di Mario Soldati (1947)
- Il barone Carlo Mazza, regia di Guido Brignone (1948)
- Femmina incatenata, regia di Giuseppe Di Martino (1949)
- I peggiori anni della nostra vita, regia di Mario Amendola (1949)
- Quel fantasma di mio marito, regia di Camillo Mastrocinque (1950)
- L'inafferrabile 12, regia di Mario Mattoli (1950)
- Piume al vento, regia di Ugo Amadoro (1950)
- La bisarca, regia di Giorgio Simonelli (1950)
- Luci del varietà, regia di Federico Fellini e Alberto Lattuada (1950)
- È più facile che un cammello..., regia di Luigi Zampa (1951)
- Signori, in carrozza!, regia di Luigi Zampa (1951)
- Mamma mia, che impressione!, regia di Roberto Savarese (1951)
- Bellezze a Capri, regia di Luigi Capuano e Adelchi Bianchi (1951)
- Amor non ho... però... però, regia di Giorgio Bianchi (1951)
- Ha fatto 13, regia di Carletto Manzoni (1951)
- Abracadabra, regia di Max Neufeld (1952)
- Don Camillo, regia di Julien Duvivier (1952)
- Una croce senza nome, regia di Tullio Covaz (1952)
- Papà diventa mamma, regia di Aldo Fabrizi (1952)
- Il cappotto, regia di Alberto Lattuada (1952)
- È arrivato l'accordatore, regia di Duilio Coletti (1952)
- Il ritorno di don Camillo, regia di Julien Duvivier (1953)
- Il tesoro dell'Africa (Beat the Devil), regia di John Huston (1953)
- Vacanze romane (Roman Holiday), regia di William Wyler (1953)
- Cose da pazzi, regia di Georg Wilhelm Pabst (1954)
- Carosello napoletano, regia di Domenico Paolella (1953)
- Rosso e nero, regia di Domenico Paolella (1954)
- Lacrime d'amore, regia di Pino Mercanti (1954)
- Assi alla ribalta, regia di Ferdinando Baldi (1954)
- Buonanotte... avvocato!, regia di Giorgio Bianchi (1955)
- La donna più bella del mondo, regia di Robert Z. Leonard (1955)
- Don Camillo e l'onorevole Peppone, regia di Carmine Gallone (1955)
- I pappagalli, regia di Bruno Paolinelli (1955)
- Piccola posta, regia di Steno (1955)
- Agguato sul mare, regia di Pino Mercanti (1955)
- Montecarlo, regia di Sam Taylor (1956)
- Guardia, guardia scelta, brigadiere e maresciallo, regia di Mauro Bolognini (1956)
- La trovatella di Pompei, regia di Giacomo Gentilomo (1957)
- Vivendo cantando... che male ti fò?, regia di Marino Girolami (1957)
- Primo applauso, regia di Pino Mercanti (1957)
- Non cantare... baciami!, regia di Giorgio Simonelli (1957)
- Il conte Max, regia di Giorgio Bianchi (1957)
- Il cocco di mamma, regia di Mauro Morassi (1957)
- Arrivederci Roma, regia di Roy Rowland (1958)
- Anna di Brooklyn, regia di Vittorio De Sica e Carlo Lastricati (1958)
- Via col... paravento, regia di Mario Costa (1958)
- 3 straniere a Roma, regia di Claudio Gora (1958)
- Totò nella luna, regia di Steno (1958)
- Avventura a Capri, regia di Giuseppe Lipartiti (1958)
- Poveri milionari, regia di Dino Risi (1958)
- Il terribile Teodoro, regia di Roberto Bianchi Montero (1959)
- Le donne ci tengono assai, regia di Tony Amendola (1959)
- Uomini e nobiluomini, regia di Giorgio Bianchi (1959)
- Non perdiamo la testa, regia di Mario Mattoli (1959)
- Le notti di Lucrezia Borgia, regia di Sergio Grieco (1959)
- Ciao, ciao bambina! (Piove), regia di Sergio Grieco (1959)
- Spavaldi e innamorati, regia di Giuseppe Vari (1959)
- Psicanalista per signora, regia di Jean Boyer (1959)
- Il mondo dei miracoli, regia di Luigi Capuano (1959)
- Quel tesoro di papà, regia di Marino Girolami (1959)
- Caccia al marito, regia di Marino Girolami (1960)
- La baia di Napoli (It started in Naples), regia di Melville Shavelson (1960)
- Tu che ne dici?, regia di Silvio Amadio (1960)
- Sanremo - La grande sfida, regia di Piero Vivarelli (1960)
- La regina delle Amazzoni, regia di Vittorio Sala (1960)
- La donna di ghiaccio, regia di Antonio Racioppi (1960)
- Robin Hood e i pirati, regia di Giorgio Simonelli (1960)
- Le ambiziose, regia di Tony Amendola (1960)
- Gli scontenti, regia di Giuseppe Lipartiti (1961)
- Le meraviglie di Aladino, regia di Henry Levin (1961)
- La rivolta dei mercenari, regia di Piero Costa (1961)
- La vendetta della maschera di ferro, regia di Francesco De Feo e Henri Decoin (1961)
- Don Camillo monsignore... ma non troppo, regia di Carmine Gallone (1961)
- Il pozzo delle tre verità (Le Puits aux trois vérités), regia di François Villiers (1961)
- Barabba, regia di Richard Fleischer (1961)
- Le pillole di Ercole, regia di Luciano Salce (1962)
- Peccati d'estate, regia di Giorgio Bianchi (1962)
- L'ombra di Zorro (Cabalgando hacia la muerte), regia di Joaquín Luis Romero Marchent (1962)
- Follie d'estate, regia di Edoardo Anton e Carlo Infascelli (1963)
- Il generale, episodio di Amori pericolosi, regia di Alfredo Giannetti (1964)
- Se permettete parliamo di donne, regia di Ettore Scola (1964)
- I tre sergenti del Bengala, regia di Umberto Lenzi (1964)
- Il compagno don Camillo, regia di Luigi Comencini (1965)
- Veneri in collegio, regia di Marino Girolami (1966)
- Scusi, lei è favorevole o contrario?, regia di Alberto Sordi (1966)
- L'arcidiavolo, regia di Ettore Scola (1966)
- Testa di rapa, regia di Giancarlo Zagni (1966)
- I due crociati, regia di Giuseppe Orlandini (1968)
- Il medico della mutua, regia di Luigi Zampa (1968)
- Catherine, un solo impossibile amore (Catherine - Il suffit d'un amour), regia di Bernard Borderie (1969)
- Nell'anno del Signore, regia di Luigi Magni (1969)
- Le calde notti di Poppea, regia di Guido Malatesta (1969)
- Il segreto di Santa Vittoria (The Secret of Santa Vittoria), regia di Stanley Kramer (1969)
- Il prof. dott. Guido Tersilli primario della clinica Villa Celeste convenzionata con le mutue, regia di Luciano Salce (1969)
- Don Camillo e i giovani d'oggi - film incompiuto, regia di Christian-Jaque (1970)
- Beato fra le donne (L'homme-orchestre), regia di Serge Korber (1970)
- Morte a Venezia, regia di Luchino Visconti (1971)
- Riuscirà l'avvocato Franco Benenato a sconfiggere il suo acerrimo nemico il pretore Ciccio De Ingras?, regia di Mino Guerrini (1971)
- Meo Patacca, regia di Marcello Ciorciolini (1972)
- Lo scopone scientifico, regia di Luigi Comencini (1972)
- Maria Rosa la guardona, regia di Marino Girolami (1973)
- Blue Jeans, regia di Mario Imperoli (1975)
- Baby Sitter - Un maledetto pasticcio (Jeune fille libre le soir), regia di René Clément (1975)
- Cuginetta... amore mio!, regia di Bruno Mattei (1976)
- Mister Miliardo (Mr. Billion), regia di Jonathan Kaplan (1977)
- La presidentessa, regia di Luciano Salce (1977)
- Squadra antitruffa, regia di Bruno Corbucci (1977)
- Assassinio sul Tevere, regia di Bruno Corbucci (1979)
- Scusi lei è normale?, regia di Umberto Lenzi (1979)

## Prosa televisiva Rai
- Buon viaggio Paolo di Stefano De Stefani, regia di Guglielmo Morandi, trasmessa il 4 febbraio 1958.
- Villini a sorpresa, regia di Stefano De Stefani, trasmessa il 18 febbraio 1958.
- Il vitaliazio, regia di Luciano Lucignani, trasmessa nel 1958.
- Prima della prima, regia di Sergio Sollima, trasmessa nel 1958.

### Carosello
Partecipò inoltre a numerose edizioni della rubrica pubblicitaria televisiva Carosello:
- dal 1957 al 1968 con Cesare Polacco, Giuliano Isidori, Luigi Casellato, Elio Crovetto e Biagio Pellagra per la brillantina Linetti;
- nel 1959 con Fausto Guerzoni, Mimmo Poli e Roberto Paoletti per il borotalco della Manetti & Roberts;
- nel 1960 con Nino Vingelli per burro e latte della Polenghi Lombardo;
- dal 1968 al 1970, con Daniele Piombi, Anna Orsi e il Quartetto Cetra per il talco Felce Azzurra della Paglieri;
- nel 1969 e 1970 con Giancarlo Sisti per la crema per mani Danusa della Pierrel;
- dal 1972 al 1976, con altri attori vari, per gli elettrodomestici Ignis;
- nel 1973, per il detersivo per lavastoviglie Finish della Soilax;
- nel 1975, con Renato Rascel e Ferruccio Amendola per il detersivo OMO della Lever Gibbs.

## Doppiatori italiani
- Stefano Sibaldi in Don Camillo, Il ritorno di Don Camillo e Don Camillo e l'onorevole Peppone
- Sergio Tedesco in Il compagno Don Camillo
- Cesare Fantoni in Le meraviglie di Aladino
- Max Turilli in Nell'anno del Signore
- Sergio Fiorentini in La presidentessa